# Geographic information system

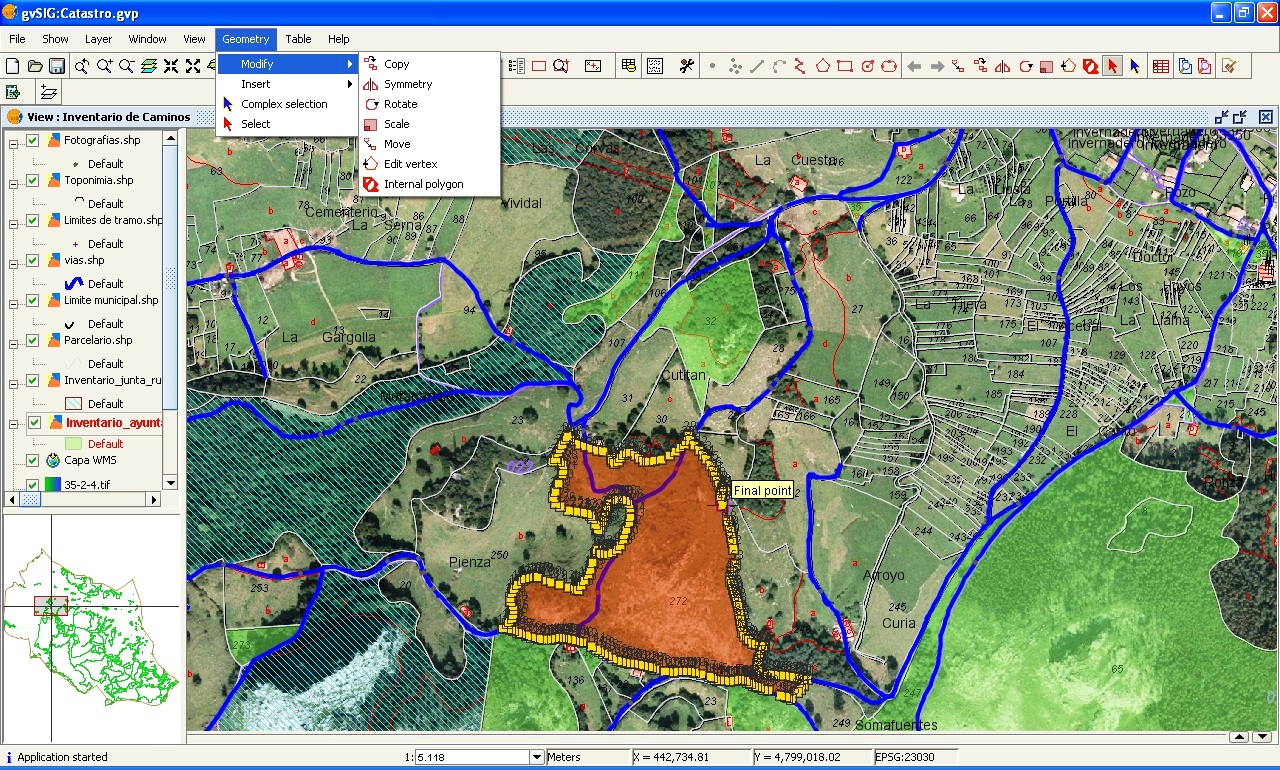
Esempio di un GIS nel quale sono caricati livelli lineari e puntuali.

Il Geographic Information System (GIS) (anche detto sistema informativo geografico o anche sistema informativo territoriale) è un sistema informativo computerizzato che permette l'acquisizione, registrazione, analisi, visualizzazione, restituzione, condivisione e presentazione di informazioni.
È quindi un sistema informativo in grado di associare dei dati alla loro posizione geografica sulla superficie terrestre e di elaborarli per estrarne informazioni. Il suo principale utilizzo è nella cartografia digitale, nella graficizzazione e nello studio di fenomeni umani e naturali terrestri.

## Descrizione

### Funzionalità principali
La tecnologia GIS integra in un unico ambiente le più comuni operazioni legate all'uso di database (interrogazioni e analisi statistiche) con l'analisi geografica consentita dalle cartografie numeriche, sia raster che vettoriali. I GIS permettono di analizzare una entità geografica sia per la sua completa natura geometrica (e simbolica) sia per il suo totale contenuto informativo. Ciò è reso possibile dall'integrazione di due sistemi prima separati: i sistemi di disegno computerizzato (CAD-Computer Aided Design) e i database relazionali (DBMS-Data Base Management System). L'implementazione del GIS avviene tramite i sistemi informativi territoriali (SIT).
Il GIS consente di mettere in relazione tra loro dati diversi, sulla base del loro comune riferimento geografico in modo da creare nuove informazioni a partire dai dati esistenti. Il GIS offre ampie possibilità di interazione con l'utente e un insieme di strumenti che ne facilitano la personalizzazione e l'adattamento alle problematiche specifiche dell'utente.
I GIS presentano normalmente delle funzionalità di analisi spaziale ovvero di trasformazione ed elaborazione degli elementi geografici degli attributi. Esempi di queste elaborazioni sono:
- l'overlay topologico: in cui si effettua una sovrapposizione tra gli elementi dei due temi per creare un nuovo tematismo (ad esempio per sovrapporre il tema dei confini di un parco con i confini dei comuni per determinare le superfici di competenza di ogni amministrazione o la percentuale di area comunale protetta);
- le interrogazioni spaziali, ovvero delle interrogazioni di basi di dati a partire da criteri spaziali (vicinanza, inclusione, sovrapposizione etc.)
- il buffering: da un tema puntuale, lineare o poligonale definire un poligono di rispetto ad una distanza fissa o variabile in funzione degli attributi dell'elemento
- la segmentazione: algoritmi di solito applicati su temi lineari per determinare un punto ad una determinata lunghezza dall'inizio del tema;
- la network analysis: algoritmi che da una rete di elementi lineari (es. rete stradale) determinano i percorsi minimi tra due punti;
- l'analisi spaziale: algoritmi che utilizzando modelli dati raster effettuano analisi spaziali di vari tipi, ad es: analisi di visibilità;
- analisi geostatistiche: algoritmi di analisi della correlazione spaziale di variabili georeferite.

### WebGIS
Le applicazioni webGIS permettono la distribuzione di dati geo-spaziali, in reti internet e intranet, sfruttando le analisi derivanti dai software GIS e per mezzo di classiche funzionalità di applicazioni web-based pubblicano informazioni geografiche nel World Wide Web. Un sistema webGIS si basa su normali funzionalità client-server, come una classica architettura Web.

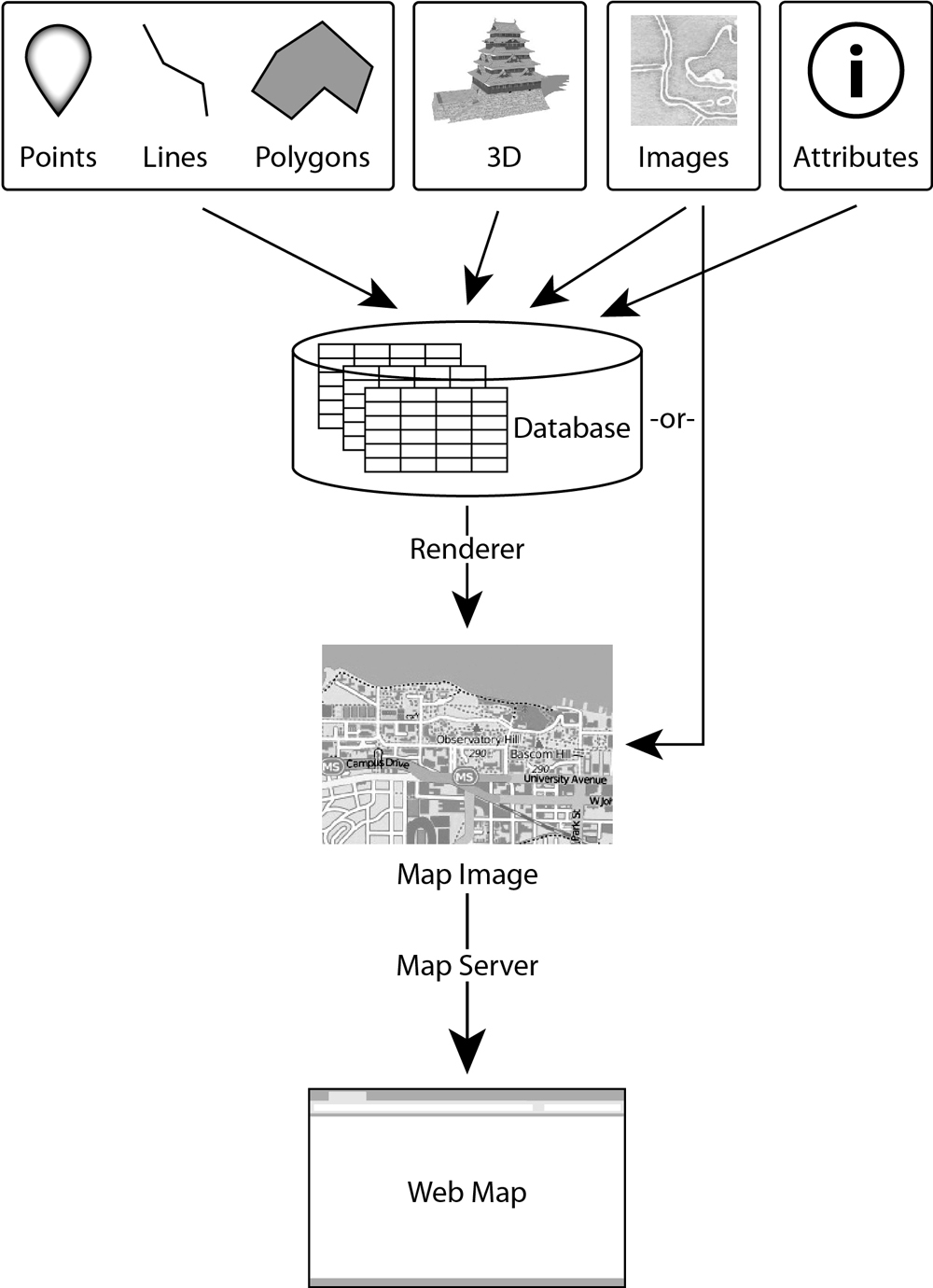
L'architettura di un servizio WebGis

## Modello dei dati
Per la rappresentazione dei dati in un sistema informatico occorre formalizzare un modello rappresentativo flessibile che si adatti ai fenomeni reali. Nel GIS abbiamo tre tipi di informazioni:
- geometriche: relative alla rappresentazione cartografica degli oggetti rappresentati; quali la forma (punto, linea, poligono), la dimensione e la posizione geografica;
- topologiche: riferite alle relazioni reciproche tra gli oggetti (connessione, adiacenza, inclusione ecc…);
- informative: riguardanti i dati (numerici, testuali ecc…) associati ad ogni oggetto.

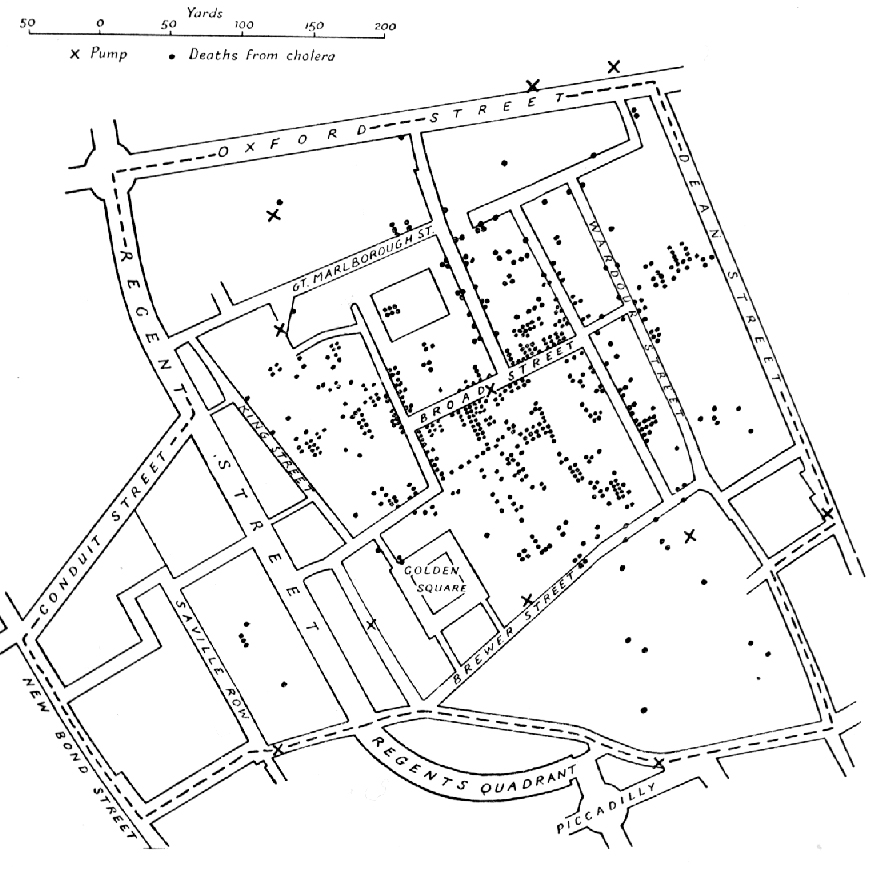
Mappa elaborata da E. W. Gilbert (1958) usando le descrizioni e statistiche di John Snow (1855), che mostra i casi di colera nel quartiere di Soho a Londra nell'epidemia del 1854

Il GIS prevede la gestione di queste informazioni in un database relazionale.
L'aspetto che caratterizza il GIS è quello geometrico: esso memorizza la posizione del dato impiegando un sistema di proiezione reale che definisce la posizione geografica dell'oggetto. Il GIS gestisce contemporaneamente i dati provenienti da diversi sistemi di proiezione e riferimento (es. UTM o Gauss-Boaga)
A differenza della cartografia su carta, la scala in un GIS è un parametro di qualità del dato e non di visualizzazione. Il valore della scala esprime le cifre significative che devono essere considerate valide delle coordinate di georeferimento. Quando un sistema informativo territoriale può essere utilizzato via Web viene considerato un webgis.

### Tipologia di dati geografici
I dati possono essere correlati alla loro posizione geografica in due tipi principali: vettoriali e raster.
I dati vettoriali sono costituiti da elementi semplici quali punti, linee e poligoni, codificati e memorizzati sulla base delle loro coordinate. Un punto viene individuato attraverso le sue coordinate reali (x1, y1); una linea o un poligono attraverso la posizione dei suoi nodi (x1, y1; x2, y2; ...). A ciascun elemento è associato un record del database che contiene tutti gli attributi dell'oggetto rappresentato.
Il dato raster permette di rappresentare il mondo reale attraverso una matrice di celle, generalmente di forma quadrata o rettangolare, dette pixel. A ciascun pixel sono associate le informazioni relative a ciò che esso rappresenta sul territorio. La dimensione del pixel (detta anche pixel size), generalmente espressa nell'unità di misura della carta (metri, chilometri, etc.), è strettamente relazionata alla precisione del dato.
I dati vettoriali e i dati raster si adattano ad usi diversi. La cartografia vettoriale è particolarmente adatta alla rappresentazione di dati che variano in modo discreto (ad esempio l'ubicazione dei cassonetti dei rifiuti di una città o la rappresentazione delle strade o una carta dell'uso del suolo), la cartografia raster è più adatta alla rappresentazione di dati con variabilità continua (ad esempio un modello digitale di elevazione o una carta di acclività del versante).

## Licenze e GIS FLOSS

### Sviluppo e diffusione del formato ESRI Shapefile
Dalla fine degli anni ottanta, con l'espansione dell'utilizzo dei PC, si diffonde il mercato dei programmi desktop; da questo periodo, tra gli strumenti di disegno tecnico e pianificazione territoriale i Sistemi Informativi Geografici sono secondi per notorietà e utilizzo unicamente agli strumenti CAD.
Tra le società di sviluppo software interessate allo sviluppo del settore GIS, alla sua diffusione e alla commercializzazione nel mondo vi è la ESRI; questa azienda, nel Luglio 1998, ha sviluppato il formato vettoriale geometrico non topologico chiamato Esri shapefile e ha permesso il suo utilizzo anche ai software sviluppati da terze parti. La licenza del formato .shp è ancora oggi proprietà della Esri sebbene molti dei componenti che formano lo standard abbiano licenze open come ad esempio il formato file .dbf utilizzato sia dallo shapefile che da altri programmi, come ad esempio LibreOffice, per amministrare le informazioni in semplici database tabellari.
Il rilascio del formato shapefile è centrale per la diffusione nel mondo dei sistemi GIS che hanno riscontrato un incremento di utilizzo, sviluppo e applicazione da parte di altre case software e singoli gruppi di programmazione.

### Dalfree softwarealla OSGeo Foundation
Dal 1998, una tappa importante della diffusione degli strumenti GIS è stata il rilascio di GRASS GIS da parte dall'US Army Corps of Engineers, di pubblico dominio nel 1996, e dal 1999 rilasciata sotto GNU General Public License. GRASS GIS, nel suo sistema la visualizzazione, lettura e modifica vettoriale ha implementato anche la possibilità di uso dello standard .shp.
Il punto di svolta per la comunità Free Libre and Open Source Software (FLOSS) si ha con la programmazione di Quantum Gis (dal 2013 QGIS), programmato da Gary Sherman inizialmente come visualizzatore dei layer del potente DBRMS PosrgreSQL nella sua estensione PostGIS. Il web 2.0 e lo sviluppo collaborativo hanno fatto nascere nel 2006 l'Open Source Geospatial Foundation OSGeo, organizzazione non-profit finalizzata al sostegno e alla promozione di tecnologie aperte e dati geospaziali. OSGeo nel 2007 riconosce Quantum GIS (QGIS) che nell'ultimo decennio è divenuto il software GIS più diffuso e utilizzato al mondo.

### Motivi della diffusione globale del GIS FLOSS negli anni 2000
La diffusione e dell'utilizzo di GRASS GIG, QGIS e altri software GIS FLOS (come Marble e gvSIG) è aumentato fino al 2008 in maniera lenta e negli anni successivi in maniera esponenziale.
Rispetto ai prodotti sviluppati da ESRI, una grande spinta per i software riconosciuti dalla OSGeo è stata il susseguirsi delle crisi economiche degli anni duemila, degli anni dieci e degli anni venti del XXI secolo, oltre che la gratuità dei software FLOSS.
A ciò si aggiunge la diffusione dei sistemi operativi UNIX e LINUX a partire dagli anni 2000, a discapito del monopolio detenuto fino agli anni novanta dal sistema Microsoft Windows. I sistemi ESRI, detentori della maggior fetta di mercato globale dei sistemi GIS fino al 2013,  sono sviluppati principalmente per utenti Windows.
Altri progetti sviluppati da case software proprietarie e dalla OSGeo Foundation, in ordine di diffusione e utilizzo, sono elencati di seguito:
- Web Mapping;
- Spatial Databases;
- Geospatial Libraries;
- Content Management Systems (CMS);
- Metadata Catalogues.

### Stato attuale e prospettive
All'inizio degli anni venti del XXI secolo, i software riconosciuti dalla OSGeo Foundation coprono oltre il 50% dei download mondiali di software GIS e 32 capitoli nazionali.
La versatilità, l'utilità e la gratuità dei software riconosciuti dalla OSGeo hanno avuto una decisa diffusione negli anni 2010, anche presso gli utenti di sistemi CAD proprietari.

## Software
Gli elementi fondamentali di un GIS sono:
- Strumenti per l'input e gestione degli elementi geografici
- Un database relazionale (RDBMS)
- Strumenti che supportano interrogazioni, analisi e visualizzazioni
- Interfaccia utente grafica (GUI) per consentire un facile accesso

I principali software GIS proprietari sono:
- ArcGIS
- Global Mapper
- Field - Map
- AutoCAD MAP 3D

I principali software GIS open source sono:
- GRASS GIS
- QGIS (in precedenza Quantum Gis)
- gvSIG
- Orfeo toolbox
- SAGA GIS

## Utilizzo in astronomia
Nonostante lo studio dei fenomeni terrestri sia mediamente il motivo di utilizzo più diffuso dei sistemi GIS, esso non è l'unico: sulle più diffuse piattaforme GIS vi è infatti la possibilità di utilizzo dei sistemi di riferimento dei principali pianeti del Sistema Solare e dei loro principali satelliti, raccolti assieme ai sistemi di coordinate terrestri nel database SRID dell'European Petroleum Survey Group (EPSG).
L'utilizzo del GIS consente alle Agenzie Spaziali e agli astronomi di pianificare e studiare la superficie dei pianeti del Sistema Solare utilizzando le medesime metodologie terrestri.